# 맥 밀러

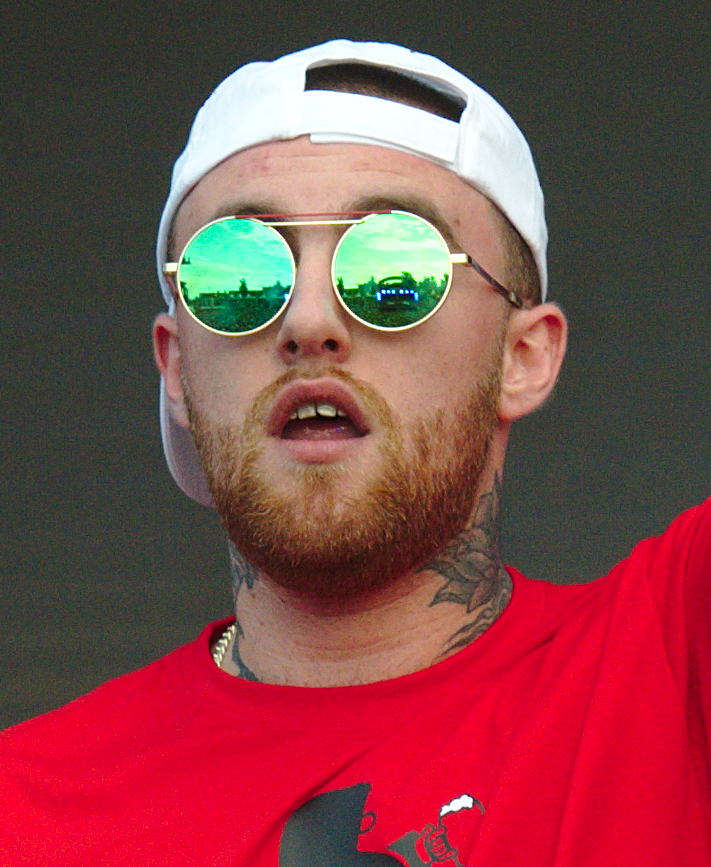
맥 밀러, 2017년

맥 밀러(Mac Miller, Malcolm James McCormick, 1992년 1월 19일 ~ 2018년 9월 7일)는 미국의 래퍼이다.

## 생애
펜실베이니아주 피츠버그로 출신지가 같은 위즈 칼리파와는 친구 사이다. 6세 때부터 피아노, 기타, 드럼, 베이스를 독학했으며 15살 때 힙합에 관심을 두게 됐다. 2008년 그는 그룹 The Ill Spoken의 EZ Mac 또는 스테이지의 Mac Miller로 활동했다. 2009년엔 믹스테잎 두 장을 발매했다. 2010년 로스트럼 레코드사라는 인디 레이블 회사와 계약을 하고 믹스테잎 K.I.D.S.로 주목을 받게되었다. 2011년 3월에는 첫 EP 앨범 On And On And Beyond로 빌보드 200에서 55위를 기록했다.
2011년에는 또한 마룬 5의 세 번째 정규 음반인 Hands All Over의 네 번째 싱글 "Moves Like Jagger"의 리믹스 버전에 크리스티나 아길레라와 함께 피처링하였다.
또한 앨범 'Blue Slide Park' 로 빌보드 200과 힙합앨범에서 1위를 기록하였다.
2018년 9월 7일, 로스앤젤레스의 자택에서 약물 과용으로 별세했다.